# جلدیان
جلدیان، روستایی است از توابع بخش لاجان و در شهرستان پیرانشهر استان آذربایجان غربی ایران. تپه قلات جلدیان با قدمتی بیش از هفت هزار سال مربوط به دوران پیش از تاریخ ایران باستان است، این اثر در تاریخ ۱۶ دی ۱۳۴۵ با شماره ثبت ۶۱۳ به‌عنوان یکی از آثار ملی ایران به ثبت رسیده است.

## جمعیت‌شناسی‌
این روستا در دهستان لاهیجان غربی قرار داشته و بر اساس سرشماری سال ۱۳۹۵ جمعیت آن۱۵۸۰ نفر (۴۰۸ خانوار)
بوده‌است. زبان همه مردم روستا کردی مکریانی است.